# Otmar Striedinger
Otmar Striedinger, né le 14 avril 1991, est un skieur alpin autrichien spécialiste des épreuves de vitesse (descente et super G).

## Carrière
Otmar Striedinger fait ses débuts en Coupe du monde lors du super G de Lake Louise en novembre 2010. Il marque ses premiers points (dans les 30 premiers), en décembre 2012 lors d'une descente à Bormio.
Le 7 décembre 2013, il est l'auteur de son premier podium en Coupe du monde en se hissant à la deuxième place du Super G de Beaver Creek bien qu'il ait hérité du dossard 45. Il se qualifie ainsi pour les Jeux olympiques de 2014, où il participe au super-combiné (vingt-et-unième) et au super G où il termine cinquième. Le 25 janvier 2019, avec le dossard n°27, il parvient à se classer troisième de la descente du Hahnenkamm à Kitzbühel sur la Streif, derrière Beat Feuz et le vainqueur Dominik Paris. 

## Palmarès

### Jeux olympiques
| Épreuve / Édition | Sotchi 2014 |
| Super G           | 5e          |
| Super combiné     | 21e         |

### Championnats du monde
| Épreuve / Édition | Beaver Creek 2015 | Åre 2019 |
| Super G           | 24e               |          |
| Super combiné     | Abandon           |          |
| Descente          |                   | 31e      |

### Coupe du monde
- Meilleur classement général : 33e en 2014.
- 5 podiums : 3 deuxièmes places et 2 troisièmes places.

#### Classements en Coupe du monde
| Année/Classement | Année/Classement | Général | Général | Descente | Descente | Super G | Super G | Slalom géant | Slalom géant | Slalom | Slalom | Combiné | Combiné |
| ---------------- | ---------------- | ------- | ------- | -------- | -------- | ------- | ------- | ------------ | ------------ | ------ | ------ | ------- | ------- |
| Année/Classement | Année/Classement | Class.  | Points  | Class.   | Points   | Class.  | Points  | Class.       | Points       | Class. | Points | Class.  | Points  |
| 2013             | 2013             | 110e    | 19      | 43e      | 19       | -       | -       | -            | -            | -      | -      | -       | -       |
| 2014             | 2014             | 33e     | 258     | 22e      | 95       | 7e      | 163     | -            | -            | -      | -      | -       | -       |
| 2015             | 2015             | 37e     | 220     | 24e      | 83       | 14e     | 137     | -            | -            | -      | -      | -       | -       |
| 2016             | 2016             | 58e     | 164     | 24e      | 138      | 37e     | 26      | -            | -            | -      | -      | -       | -       |
| 2017             | 2017             | 118e    | 20      | 50e      | 5        | 40e     | 15      | -            | -            | -      | -      | -       | -       |
| 2018             | 2018             | 109e    | 29      | 34e      | 29       | -       | -       | -            | -            | -      | -      | -       | -       |
| 2019             | 2019             | 43e     | 204     | 11e      | 197      | 50e     | 7       | -            | -            | -      | -      | -       | -       |
| 2020             | 2020             | 78e     | 88      | 23e      | 88       | -       | -       | -            | -            | -      | -      | -       | -       |
| 2021             | 2021             | 47e     | 191     | 7e       | 191      | -       | -       | -            | -            | -      | -      | -       | -       |

### Championnats du monde junior
- Crans Montana :
  -  Médaille de bronze en descente.

### Coupe d'Europe
- 1 victoire en descente.

### Championnats d'Autriche
- Champion de la descente en 2018.